# Pulitzer-Preis 1983
Der Pulitzer-Preis 1983 war die 67. Verleihung des US-amerikanischen Literaturpreises. Die Jury bestand aus 17 Personen unter dem Vorsitz von Joseph Pulitzer Jr. Das „Pulitzer Prize Board“ vergab Preise für Arbeiten, die während des Kalenderjahres 1982 entstanden waren.

## Bereich Journalismus(Journalism)
| Kategorie                                                  | Preisträger                                                                      | Begründung |
| ---------------------------------------------------------- | -------------------------------------------------------------------------------- | --- |
| Aktuelle Berichterstattung (Breaking News Reporting)       | Redaktion des Fort Wayne News-Sentinel                                           | Preis verliehen für seine mutige und einfallsreiche Berichterstattung über eine verheerende Überschwemmung im März 1982.                                                                 |
| Dienst an der Öffentlichkeit (Public Service)              | Der Jackson Clarion-Ledger                                                       | Preis verliehen für seine erfolgreiche Kampagne zur Unterstützung von Governor Winter in seinem gesetzgeberischen Kampf für eine Reform des öffentlichen Bildungssystems in Mississippi. |
| Investigativer Journalismus (Investigative Reporting)      | Loretta Tofani von The Washington Post                                           | Preis verliehen für ihre Ermittlungen zu Vergewaltigungen und sexuellen Übergriffen im Untersuchungsgefängnis von Prince George’s County, Maryland.                                      |
| Kritik (Criticism)                                         | Manuela Hoelterhoff von The Wall Street Journal                                  | Preis verliehen „für ihre weitreichende Kritik an den Künsten und anderen Themen.“ |
| Karikatur (Editorial Cartooning)                           | Richard Locher von der Chicago Tribune                                           | |
| Leitartikel (Editorial Writing)                            | Redaktion von The Miami Herald                                                   | Preis verliehen für ihre Kampagne gegen die Inhaftierung illegaler haitianischer Einwanderer durch Bundesbeamte.                                                                         |
| Kommentar (Commentary)                                     | Claude Sitton von Raleigh News & Observer                                        | |
| Auslandsberichterstattung (International Reporting)        | Thomas Friedman und Loren Jenkins von The New York Times und The Washington Post | Preis verliehen „für ihre individuelle Berichterstattung über die israelische Invasion in Beirut und ihre tragischen Folgen.“                                                            |
| Berichterstattung im Inland (National Reporting)           | The Boston Globe                                                                 | Preis verliehen für ihren ausgewogenen und informativen Sonderbericht zum nuklearen Wettrüsten.                                                                                          |
| Feature Writing (Feature Writing)                          | Nan C. Robertson von The New York Times                                          | Preis verliehen „für ihren einprägsamen und medizinisch detaillierten Bericht über ihren Kampf mit dem toxischen Schocksyndrom.“                                                         |
| Aktuelle Fotoberichterstattung (Breaking News Photography) | Bill Foley von Associated Press                                                  | Preis verliehen für seine bewegende Bilderserie von Opfern und Überlebenden des Massakers im Sabra-Lager in Beirut.                                                                      |
| Feature-Fotoberichterstattung (Feature Photography)        | James B. Dickman vom Dallas Times Herald                                         | Preis verliehen für seine aussagekräftigen Fotografien über Leben und Tod in El Salvador.                                                                                                |

## Bereich Literatur, Theater und Musik(Books, Drama & Music)
| Kategorie                                                   | Preisträger |
| ----------------------------------------------------------- | --- |
| Geschichte (History)                                        | The Transformation of Virginia, 1740–1790 von Rhys L. Isaac (U. North Carolina Press) |
| Belletristik (Fiction)                                      | The Color Purple (deutscher Titel: Die Farbe Lila) von Alice Walker (Harcourt Brace) |
| Sachbuch (General Nonfiction)                               | Is There No Place On Earth For Me? von Susan Sheehan (Houghton Mifflin) |
| Musik (Music)                                               | Symphony No. I (Three Movements for Orchestra) von Ellen Zwilich (Margun Music) Im Auftrag des American Composers Orchestra. Wurde von diesem Orchester am 5. Mai 1982 in der Alice Tully Hall, New York City, uraufgeführt. |
| Dichtung (Poetry)                                           | Selected Poems von Galway Kinnell (Houghton Mifflin) |
| Theater (Drama)                                             | ’night, Mother (deutscher Titel: Nacht, Mutter) von Marsha Norman (Hill and Wang) |
| Biographie oder Autobiographie (Biography or Autobiography) | Growing Up von Russell Baker (Congdon & Weed) |